# Седеяха
Седеяха или Седуяха (устар. Седуиха, Седу-Яга, Седейяга) — река в России, протекает в Ненецком автономном округе. Левый приток Печоры.

## География
Река течёт по Малоземельской тундре, в незаселённой болотистой местности, в низовьях появляются заросли кустарников. Основное направление — меридиональное, с севера на юг. Устье реки находится неподалёку от села Каменка, в 164 км по левому берегу реки Печора (рукав Малая Печора). Длина реки составляет 121 км, площадь водосборного бассейна 1770 км².

## Данные водного реестра
По данным государственного водного реестра России относится к Двинско-Печорскому бассейновому округу, водохозяйственный участок реки — Печора от водомерного поста Усть-Цильма и до устья, речной подбассейн реки — бассейны притоков Печоры ниже впадения Усы. Речной бассейн реки — Печора.
Код объекта в государственном водном реестре — 03050300212103000083742.